# Torpedoboot

Preußisches Spierentorpedoboot, Mitte des 19. Jahrhunderts, mit seitlich montiertem Spierentorpedo

Ein Torpedoboot ist ein kleines, schnelles Kriegsschiff, das von etwa 1880 bis 1945 gebräuchlich war. Es wurde Ende des 19. Jahrhunderts maßgeblich von dem Briten John Isaac Thornycroft entwickelt, um den neu erfundenen schraubengetriebenen Torpedo einsetzen zu können, der die bis dahin gebräuchlichen Spierentorpedos verdrängte. Dazu musste das Boot die Torpedos relativ nahe an die gegnerische Schlachtlinie heranbringen und entsprechend schnell und wendig sein, außerdem eine geringe Silhouette besitzen, um spät erkannt zu werden und ein kleines Ziel abzugeben.
Das Torpedoboot erschien als das ideale Gegenmittel kleiner Mächte gegen die Linienschiffe der großen Seemächte, da ein unter Wasser treffender Torpedo eine verheerende Wirkung hatte und Torpedoboote bei weitem nicht so teuer und aufwendig in der Produktion waren wie große Schlachtschiffe.

Hochseetorpedoboot der chinesischen Marine, etwa 1880er Jahre

1873 wurde das Buggeschütz auf dem 1862 gebauten deutschen Kanonenboot Basilisk ausgebaut und durch ein Torpedorohr ersetzt; damit war die Basilisk der erste „Torpedoträger“ der Kaiserlichen Marine, wenn auch nicht das erste „Torpedoboot“ im eigentlichen Sinne. Das Boot wurde am 28. Dezember 1876 außer Dienst gestellt.
Als Gegenwaffe zu den Torpedobooten konzipierte die britische Marine den Torpedobootzerstörer, einen Schiffstyp, der ähnliche Geschwindigkeiten wie ein Torpedoboot erreichte und ebenso wendig war, aber zusätzlich mit leichten Schnellfeuergeschützen bestückt war. Ihr Äquivalent bei der deutschen Kaiserlichen Marine waren die Großen Torpedoboote. Ab 1915 wurden hier auch kleinere Küstentorpedoboote (sog. A-Boote) in Dienst gestellt. Im Allgemeinen verwischten die Grenzen zwischen Torpedoboot und Zerstörer im Ersten Weltkrieg.

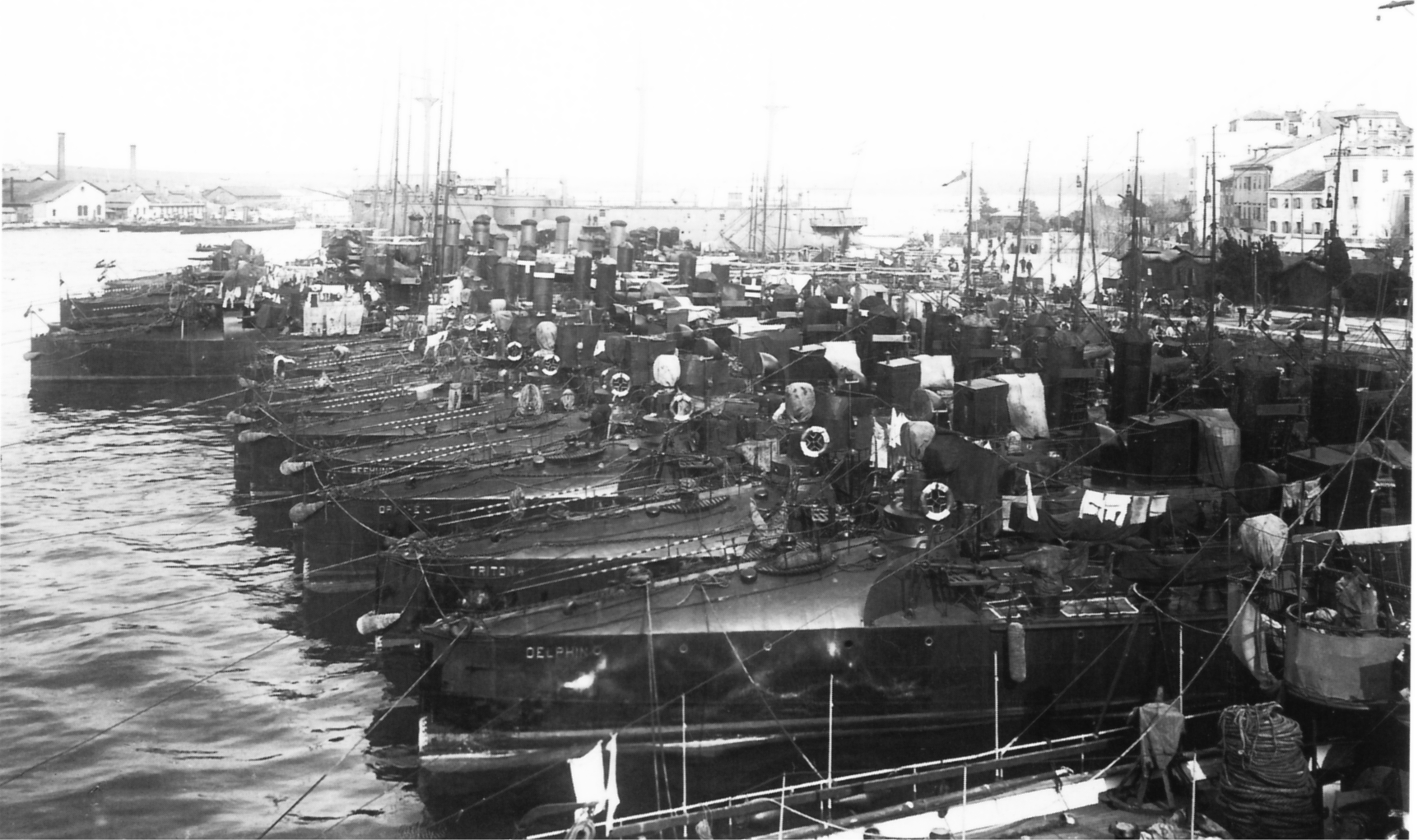
„Schwarze Gesellen“: Österreichische Torpedoboote der Kaiman-Klasse vor dem Ersten Weltkrieg

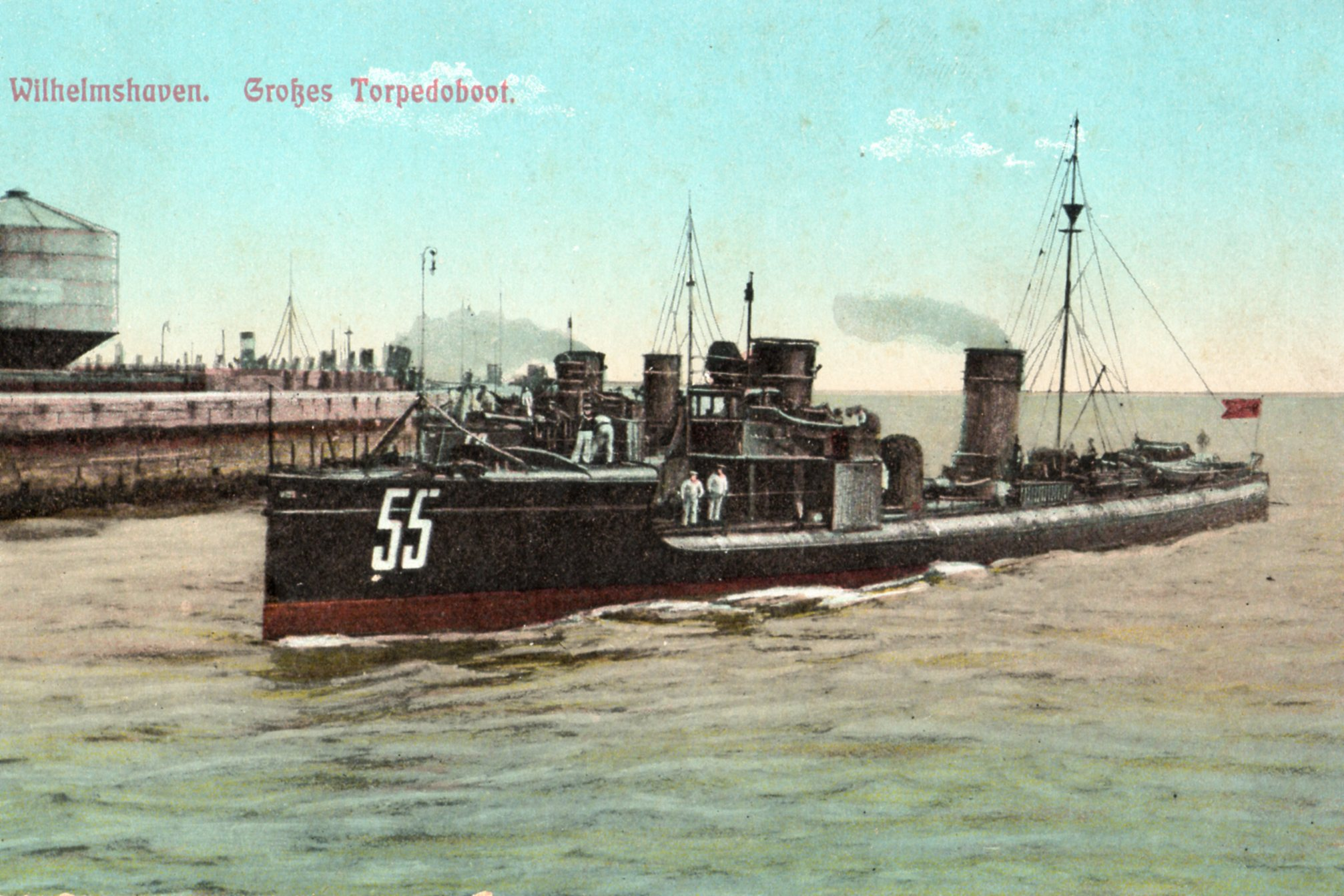
Großes Torpedoboot 55 in Wilhelmshaven, um 1914

Torpedoboote und auch deren Besatzung wurden im Ersten Weltkrieg oft als „Schwarze Gesellen“ bezeichnet, da sie durch Kohlenfeuerung, niedrige Schornsteine und generell eine im Vergleich zum vorhandenen Schiffsraum große Maschinenanlage recht verrußt oder verstaubt waren. Die Boote wurden zudem komplett schwarz angestrichen als Tarnfarbe für den Nachteinsatz.
Nach dem Ersten Weltkrieg bauten verschiedene Marinen weiter Torpedoboote; diese unterschieden sich von zeitgenössischen Zerstörern durch eine geringere Größe und eine schwächere Artilleriebewaffnung. Das hatte entweder wirtschaftliche (dänische und norwegische Marine) oder vertragliche Gründe (Torpedoboot 1923 und Torpedoboot 1924 der Reichsmarine). Der Londoner Flottenvertrag von 1930 enthielt keine Beschränkungen für Überwasserkriegsschiffe mit einer Verdrängung von unter 600 ts. Deutschland (Torpedoboot 1935), Frankreich (La-Peloméne-Klasse), Italien (Spica-Klasse) und Japan (Chidori-Klasse) bauten Torpedoboote, die unter diese Grenze fallen sollten. Es zeigte sich jedoch, dass die Grenze von 600 ts zu eng für einen brauchbaren Entwurf war, so dass die Schiffe in Realität zum Teil deutlich größer waren.
Die deutsche Kriegsmarine baute im Zweiten Weltkrieg Zerstörer und Torpedoboote (z. B. Flottentorpedoboot 1939) parallel, wobei die letzteren den ursprünglich offensiven Charakter verloren und hauptsächlich für den Küstenschutz und für Geleitsicherungsaufgaben im Ärmelkanal und in der Biskaya eingesetzt wurden.

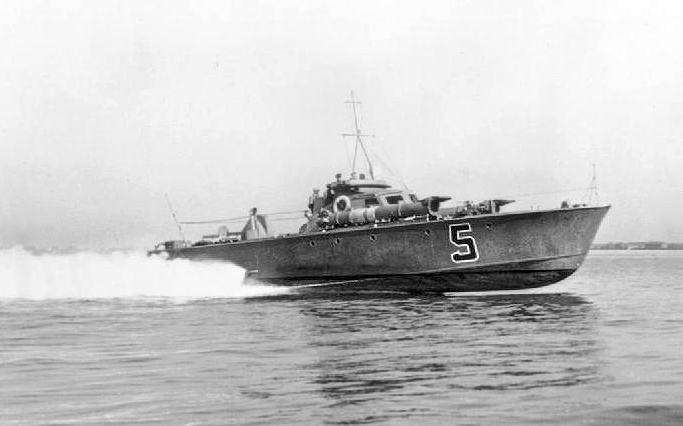
Britisches Motortorpedoboot MTB 5, ein frühes 60-Fuß-Boot von British Power Boat

Schon während des Zweiten Weltkriegs wurden größere Überwasserschiffe kaum noch hauptsächlich als Torpedoträger eingesetzt und nach dem Krieg verschwanden Torpedoboote endgültig aus den Marinen. Die einzigen noch primär zum Einsatz von Torpedos konzipierten Überwassereinheiten waren danach Schnellboote oder Motortorpedoboote. Diese hatten ähnliche Aufgaben wie die ursprünglichen Torpedoboote des ausgehenden 19. Jahrhunderts, waren aber erheblich kleiner und schneller. Dieser Typ kam erst in den 1970er Jahren mit der Ablösung durch Flugkörperschnellboote allmählich außer Gebrauch.